# Schrattenbachové
Schrattenbachové, dříve také Schrottenbach (Schrattenbachové ze Schrattenthalu a z Heggenbergu) je jméno původně franckého rodu, který koncem 15. století přesídlil do Štýrska, kde povýšil do šlechtického (hraběcího) stavu. Členové rodu zastávali významné úřady také na Moravě.

## Historie

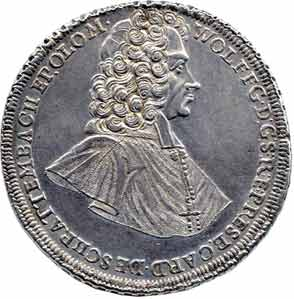
Kardinál Wolfgang Hannibal hrabě ze Schrattenbachu, olomoucký biskup

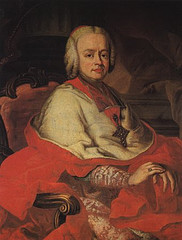
Salcburský kníže-arcibiskup Zikmund Kryštof hrabě ze Schrattenbachu

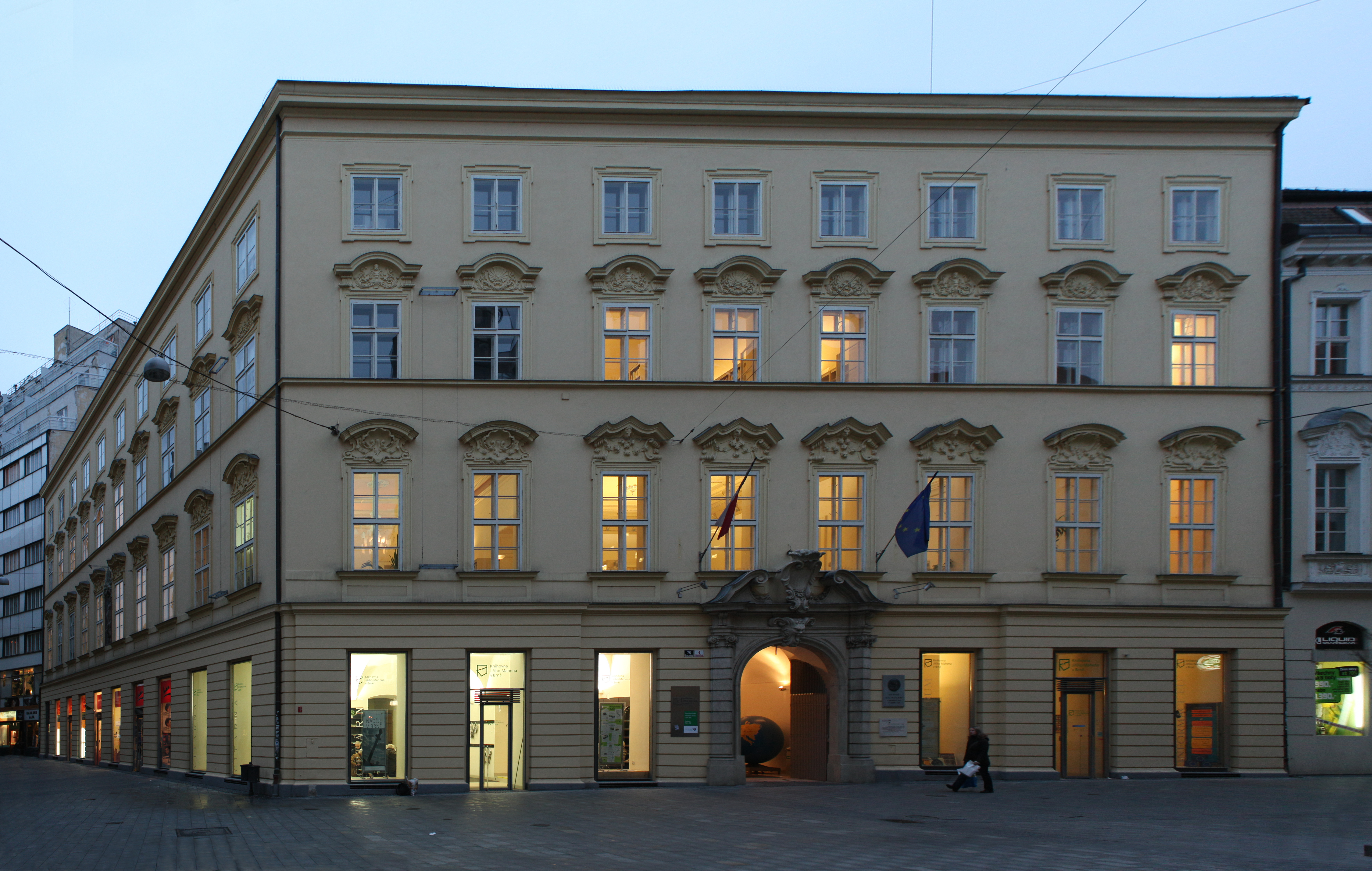
Schrattenbachův palác v Brně

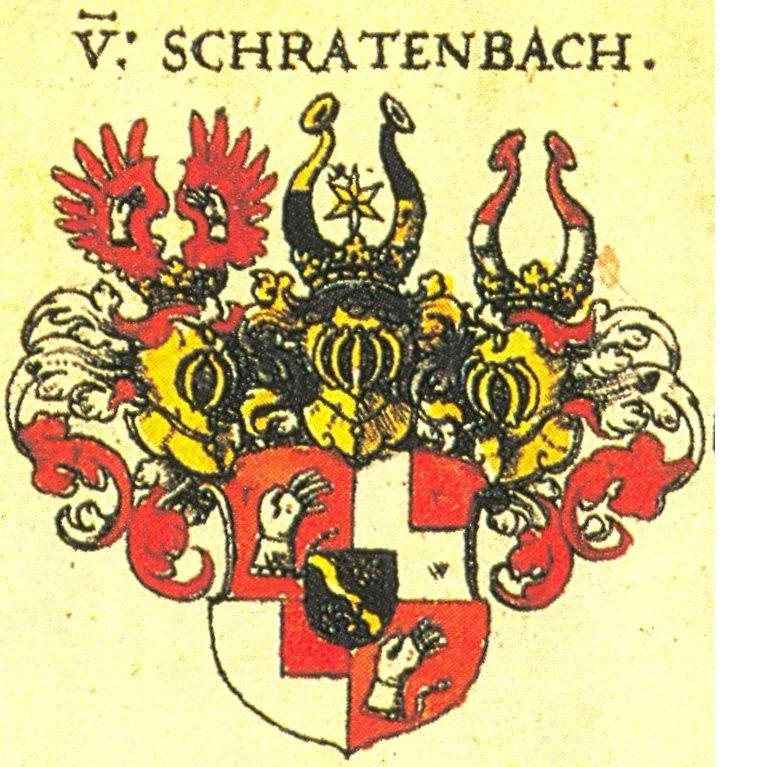
Rodový erb Schrattenbachů podle Johanna Siebmachera

Počátky rodu sahají podle záznamu v "Germaniae stemmatographia" Gabriela Bucelina (Augsburg, Ulm, 1655-1671) nejméně do roku 1496, kdy se objevuje první zmínka o osobě Hanuše (Hanse) ze Schrattenbachu. Svobodní páni v rakouských dědičných zemích s erbovní aliancí vyhaslého rodu von der Dürr (též Dürre nebo Doerr), od roku 1558 také s titulem nejvyšší kráječ ve Štýrském vévodství.
Podle jiných pramenů se měl rod Schrattenbachů, v raných dobách též Schratenbach či Schrotenbach, kolem poloviny 15. století přistěhovat z Frank do Štýrska. Rodová linie začala Hansem Schrotenpachem († 1496), židovským soudcem a členem městské rady v Mariboru, který byl zmíněn v listině z roku 1473.
Bratři Maxmilián ze Schrattenbachu (1537–1611), poradce arcivévody Karla II. Štýrského, a Jan Baltazar ze Schrattenbachu (1547–1618), hofmistr arcivévody Ferdinanda II., byli v roce 1586[zdroj?] jmenováni do úřadu dědičného královského kráječe ve Štýrsku. V následujícím roce 1587 byli oba přijati do vnitrorakouské šlechty a v roce 1598 do baronské hodnosti s predikátem Heggenberg a Osterwitz.
Od roku 1596 byli Schrattenbachové svobodnými pány (něm. Freiherr von Heggenberg und Osterwitz) a 12. října 1649 byl ve Vídni baronský rod Schrattenbachů ze Schrattenthalu a z Heggenbergu a Osterwitz (také: Hegnenberg, Heggenburg) povýšen do říšského hraběcího stavu (něm. Graf von Schrattenbach, Freiherr von Heggenberg und Osterwitz).
Jejich majetkem byla štýrská panství (dnes na území Slovinska) Heggenberg (Stopnik pri Vranskem), Osterwitz (Ojstrica), Lemberg (Lemberg pri Novi Cerkvi), Pragwald (Prebold), Sallach (Zalog pri Šempetru), Helfenberg (Soteska) a Burgsthall (Podgrad pri Vranskem). V dnešním Rakousku drželi panství a zámek Eibiswald a ve Slezsku jim patřily Velké Petrovice, dnes Pietrowice Wielkie v Polsku. Na Moravě vlastnili panství a zámek Brodek u Prostějova, Otaslavice, Želeč a palác v Brně.
Od konce 16. století působili v zemských správách ve Štýrsku a Dolních Rakousích. V polovině 17. století Jan Bedřich ze Schrattenbachu (1605-1657) a Maxmilián ze Schrattenbachu (* 1605), synové císařského válečného rady, plukovníka Felixe ze Schrattenbachu († po roce 1624), a baronky Marie Alžběty von Egg, založlil dvě nové rodové linie - štýrskou a moravskou. Jejich příslučníci byli v roce 1649 a 1690 jmenováni dědičnými hrabaty v Rakousku. Z obou těchto nových linií pocházelo několik duchovních, z nichž tři se stali biskupy s knížecí hodností.
Vrcholu rodové slávy a moci dosáhli Schrattenbachové v 18. století v pozicích vysoce postavených církevních hodnostářů. V roce 1737 získal František Antonín hrabě ze Schrattenbachu Inkolát na Moravě. Vincenc Josef ze Schrattenbachu, probošt v Salcburku, byl v roce 1788 povýšen do knížecího stavu (ad personem).
Dědičně jim náležel úřad a titul nejvyšších zemských kráječů ve Štýrském vévodství.

### Zánik rodu
Rod vymřel po meči v roce 1820, po přeslici v roce 1875.
Hlavní linie rodu vymřela po meči v osobě c.k. komořího Františka Antonína ml. (1784 - 12. dubna 1816). Dne 26. ledna 1808 se oženil s Kristýnou hraběnkou Serényiovou z Kis-Serény (1783–1821). Jejich dcera Isabela Henrieta hraběnka ze Schrattenbachu, provdaná za Gustava hraběte Kálnokyho k Köröspataku († 1884 ve Štýrském Hradci), byla poslední ženskou představitelkou moravské linie rodu. Zemřela 9. října 1875.
Moravská linie rodu vymřela v mužské linii osobou Vincence Josefa ze Schrattenbachu (1744-1816), knížete-biskupa lavantského. Před svou rezignací na tento úřad v roce 1790 mu byla roku 1788 udělena hodnost říšskéhoo knížete ad personam, ale opět později přijal další období v úřadu knížete-biskupa lavantského.
Štýrská linie rodu vymřela v roce 1820 hrabětem Ottou ze Schrattenbachu.

## Nositelé jména
- Jan II. ze Schrattenbachu, opat kláštera Andechs v letech 1492 až 1521
- Wolfgang Hannibal hrabě ze Schrattenbachu (1660-1738) - kardinál, biskup olomoucký v letech 1711-1738, místokrál neapolský v letech 1719-1721, stavebník brněnského paláce
- Zikmund Felix hrabě ze Schrattenbachu (1674-1742) - biskup lublaňský v letech 1727-1742
- Gottfried ze Schrattenbachu, komtur Řádu německých rytířů ve Friesachu v 17. století
- Zikmund Kryštof hrabě ze Schrattenbachu (1698-1771) - kníže-arcibiskup salcburský v letech 1753-1771, zaměstnavatel Leopolda Mozarta a podporovatel jeho syna Wolfganga
- Jan Jiří Rudolf ze Schrattenbachu (1701-1751), prezident dvorské rady v letech 1724 - 1731
- František Ferdinand hrabě ze Schrattenbachu (1707-1785) - místodržitel Dolního Rakouska v letech 1759 - 1770
- František Antonín hrabě ze Schrattenbachu (1712-1783) - vysoký zemský úředník v Markrabství moravském, nejprve byl přísedícím zemského soudu, v letech 1750-1752 působil jako nejvyšší zemský sudí, v letech 1753-1763 nejvyšší zemský komorník a v letech 1763-1770 zemský hejtman a prezident moravského gubernia. V roce 1766 koupil panství Brodek u Prostějova, Otaslavice a Želeč.
- Otto Wolfgang hrabě ze Schrattenbachu (1739-1820) - přísedící zemského soudu v Brně, poslední mužský příslušník štýrské rodové linie a celého rodu
- Vincenc Josef hrabě ze Schrattenbachu (1744-1816) - biskup lavantský v letech 1777-1790 a 1795-1799, biskup brněnský v letech 1800-1816
- Alžběta hraběnka ze Schrattenbachu, provdaná hraběnka z Kálnoky (1809-1875) - dědička panství Brodek u Prostějova, poslední členka rodu

## Příbuzenstvo
Sňatky byli spřízněni mimo jiné s Ditrichštejny, Colloredo-Mannsfeldy, Herbersteiny, Nostici, Kolovraty, Haugvici, Vrbny a Žerotíny.